# Harengula clupeola
Harengula clupeola és una espècie de peix pertanyent a la família dels clupeids.

## Descripció
- Pot arribar a fer 18 cm de llargària màxima (normalment, en fa 10).
- Cos esvelt.
- 15-21 radis tous a l'aleta dorsal i 12-23 a l'anal.
- És platejat amb el llom de color verd fosc.[6][7][8][9]

## Depredadors
És depredat per Caranx ruber, Scomberomorus regalis, el mero de Nassau (Epinephelus striatus) i la barracuda (Sphyraena barracuda).

## Hàbitat
És un peix marí i d'aigua salabrosa, associat als esculls i de clima subtropical (31°N-7°S, 99°W-47°W) que viu entre 0-50 m de fondària.

## Distribució geogràfica
Es troba a l'Atlàntic occidental: des del golf de Mèxic i el sud-est de Florida fins al nord del Brasil, incloent-hi les Bahames, el mar Carib sencer i les Índies Occidentals.

## Ús comercial
La seua carn té una olor desagradable i és emprada per a elaborar farina de peix.

## Observacions
És inofensiu per als humans.